# ويليام كولتر
ويليام كولتر (بالإنجليزية: William Coulter)‏ هو عازف قيثارة وموسيقي أمريكي، ولد في 1959.

## وصلات خارجية
- ويليام كولتر على موقع ميوزك برينز (الإنجليزية)
- ويليام كولتر على موقع ديسكوغز (الإنجليزية)